# アフリカノロバ
アフリカノロバ (Equus africanus) は、哺乳綱奇蹄目ウマ科ウマ属に分類される奇蹄類。

## 分布
エチオピア、エリトリア。エジプト、ジブチ、スーダン、ソマリアに分布する可能性もあり。

## 形態
頭胴長（体長）200センチメートル。尾長45センチメートル。肩高110 - 135センチメートル。体重200 - 250キログラム。

## 分類
本種の学名を、記載の早い家畜ロバと同じEquus asinusとする説もあった。ICZNの強権によりE. asinusは家畜種のみを指す学名として、野生種の学名はE. africanusを引き続き使用することが認められた。
Equus africanus africanus Heuglin & Fitzinger, 1866 ヌビアノロバ
ナイル川東岸から紅海沿岸部、スーダン北東部・エリトリア北部にかけて
Equus africanus somaliensis Noack, 1884　ソマリノロバ
エチオピア北東部、エリトリア
四肢に縞模様が入る。

## 人間との関係
生息地では食用とされたり、薬用になると信じられている。骨から作ったスープや体の部位は、結核や腰痛・便秘などに効能があると信じられていることもある。
食用や薬用の乱獲、家畜との食物や水の競合などにより、生息数は激減している。家畜のロバとの交配による遺伝子汚染も懸念されているが、2015年の時点では本種と家畜のロバが交雑しているという科学的な根拠はない。1983年に、ワシントン条約附属書Iに掲載されている（家畜のロバは除く）。ソマリア北部では1970年代には空中撮影から、4,000 - 6,000頭が生息すると推定されていた。
1930年に、ドイツのヘラブルン動物園で初めて飼育された。日本では1988年に横浜市立金沢動物園で初めて飼育され、1990年には日本で初めて飼育下繁殖に成功した。1990年の時点では5か国10施設で、50頭が飼育されていた。
2019年7月30日、日本国内で飼育されていた唯一のソマリノロバの個体「サクラ」について、死亡したと発表。飼育していた東山動植物園の発表によると、年齢は17歳、死因は心不全だった。